# 야구 용어 목록
다음은 야구에서 사용되는 용어를 정리한 목록이다.

## 0-9
- 2루타 (二壘打, double)

투수가 던진 공을 타자가 타격하여, 아웃이 되지 않고 안전하게 2루에 도착하게 친 타구.
- 3루타 (三壘打, triple)

투수가 던진 공을 타자가 타격하여, 아웃이 되지 않고 안전하게 3루에 도착하게 친 타구.
- 5툴 플레이어 (five-tool player)

야구에서 장타력, 컨택트, 스피드, 수비, 송구능력을 모두 갖춘 선수.

## A-Z
- WHIP (Walks Plus Hits Divided by Innings Pitched)

투수의 이닝당 안타 및 볼넷 허용률. 피안타 수와 볼넷 수의 합을 투구 이닝으로 나눈 수치이며, 몸에 맞은 공은 여기에 포함되지 않는다.

## ㄱ
- 그라운드 룰 더블 (ground rule double)

타자가 타격한 페어 볼이 땅에 맞고 담장을 넘어가거나, 담장 틈에 낀 경우. 이 상황이 나오면 타자와 모든 주자에게 안전진루권 2개가 주어진다.
- 끝내기 (walk-off)

9회말 이후의 한 이닝의 말에 후공 팀의 점수가 선공 팀의 점수를 앞서게 되는 상황. 이 상황이 나오면 경기가 바로 종료된다.

## ㄷ
- 단타 (短打, single) (= 1루타)

투수가 던진 공을 타자가 타격하여, 아웃이 되지 않고 안전하게 1루에 도착하게 친 타구.
- 도루 (盜壘, stolen base)

인플레이 상황에서, 주자가 공과 상관없이 다음 베이스로 가려고 시도하는 행위.

## ㅁ
- 몸에 맞은 공 (hit by pitch) (이전 명칭: 데드볼/dead ball)

투수가 던진 공이 타자의 몸이나 옷에 닿는 경우. 타자가 피할 수 없었다고 주심이 판단하면 타자는 1루로 진루하게 된다.

## ㅂ
- 백스톱(back stop) / 백네트(back net)

포수의 뒤에 설치된 그물망. 공이 그라운드를 벗어나 경기에 차질이 생기는 것을 방지하고, 야구의 과격한 플레이 도중 발생할 수 있는 강하고 빠른 타구에 관중이 다치지 않도록 보호하는 것을 목적으로 한다. 야구장의 표준 규격에 따르면 홈 플레이트로부터 최소 20야드(18.288m) 이상 떨어진 위치에 설치되어야 한다.
- 번트 (bunt)

방망이를 스윙하지 않고 공에 살짝 갖다 대어, 내야에 천천히 구르도록 유도하는 타격 기술.
- 보크 (balk)

부정 투구 동작으로 인한 투수의 반칙 행위. 투수가 보크를 범하면, 심판의 선언에 따라 모든 주자가 한 루씩 안전 진루한다.
- 볼 (ball)

투수가 정규로 던진 공이 스트라이크 존이 아닌 곳을 통과했을 때, 타자가 배팅을 하지 않은 경우. 공의 통과 지점과 상관없이 타자가 헛스윙을 한 경우는 스트라이크가 된다. 볼이 네 번 선언되면 타자는 1루로 진루하게 된다.
- 볼넷 (base on balls) (이전 명칭: 포볼/four ball) / 워크 (walk)

타자가 네 개의 볼을 골라내어 1루로 진루하는 것. 안전하게 걸어나간다는 의미로 워크(walk)라고도 한다.
- 볼데드 (ball dead)

규칙이나 심판의 선언에 의해 플레이가 중지된 상황.
- 불펜 (bullpen) (약칭: 펜/pen)

구원 투수들이 경기에 투입되기 전 몸풀기를 하는 구역.

## ㅅ
- 삼진 (三振, strikeout)

투수가 던진 공에 의해 스트라이크가 세 번 선언된 경우로, 타자는 원칙적으로 아웃 처리된다. 예외로 포수가 세 번째 스트라이크를 제대로 포구하지 못한 경우는, 타자가 진루하여 1루에 도착하기 전에 1루수에게 송구하지 않으면 타자의 아웃이 되지 않는다.
- 세이브 (save)

앞서고 있는 팀의 마무리 투수가 경기 종료시까지 앞선 상황을 지켜낸 경우에 부여되는 기록.
- 스트라이크 (strike)

투수가 정규로 던진 공이 스트라이크 존을 통과하거나, 타자가 헛스윙을 하거나 파울 또는 파울 팁이 된 경우. 스트라이크가 세 번 선언되면 타자의 아웃이 된다. 2스트라이크 이후 배트에 빗맞는 파울볼은 스트라이크로 간주되지 않으나, 파울 팁, 번트 인한 파울은 스트라이크로 간주되어 타자의 아웃이 된다.
- 승리 투수 (勝利投手)

팀의 승리에 결정적인 역할을 한 투수. 일반적으로 리드를 뺏기지 않고 해당 리드를 잡기 전에 마지막으로 투구한 승리팀의 투수에게 부여되는 기록이다. 선발 투수는 최소 5이닝 이상 호투해야 기록을 받을 수 있으며, 이 조건을 만족하지 못한 경우는 기록원의 판단에 따라 그 경기에서 가장 효과적인 투구를 한 후발 투수가 승리 투수로 기록된다.
- 실투 (失投, bad pitch)

투수가 공을 던질 때 실수하여, 타자가 치기 좋은 공이나 포수가 잡기 어려운 공을 던진 경우.

## ㅇ
- 아웃 (out)

타자나 주자가 타격이나 주루 자격을 잃는 것. 아웃이 되면 해당 타자나 주자는 덕아웃으로 돌아가야 한다. 한 이닝에 아웃이 세 번 선언되면 그 이닝은 끝나며, 다음 이닝으로 넘어간다.
- 안타 (安打)

투수가 던진 공을 타자가 타격하여, 아웃이 되지 않고 1루 이상 진루할 수 있게 친 타구.
- 인필드 플라이 (infield fly)

아웃카운트가 1개 이하이고, 1루와 2루에 주자가 있는 상황(만루 포함)에서의 내야 플라이. 고의 낙구를 이용한 병살이나 삼중살을 방지하기 위해, 야수가 충분히 잡을 수 있다고 판단되면 미리 플라이 아웃을 선언할 수 있다.

## ㅈ
- 자책점 (自責点, earned run)

투수의 책임이 되는 실점. 안타나 희생타, 볼넷, 사구, 폭투, 야수 선택, 도루에 의해 주자가 득점한 경우가 여기에 해당된다.
- 잔루 (殘壘, left on base)

3아웃으로 이닝이 끝났을 때, 누상에 남아 있던 주자들. 끝내기 상황에서는 득점 주자를 제외한 나머지 주자들이 모두 잔루가 된다.

## ㅋ
- 카운트 (count)

타자가 가진 볼과 스트라이크의 수. 볼이 4개가 되면 타자는 안전하게 1루로 갈 수 있으며, 스트라이크가 3개가 되면 삼진으로 아웃이 된다.

## ㅌ
- 타자 (打者, batter, hitter)

방망이를 이용해, 투수가 던지는 공을 타격하는 선수.
- 투수 (投手, pitcher)

포수에게 공을 던지는 선수. 타자가 공을 쳐내지 못하게 던져야 한다.

## ㅍ
- 파울 (foul) / 파울볼 (foul ball)

공이 파울라인 바깥쪽에 떨어진 경우. 원칙적으로 스트라이크로 기록되나, 2스트라이크 이후(번트, 파울 팁은 제외)에는 노카운트로 처리한다.
- 파울라인 (foul line)

페어볼과 파울볼의 구분을 위한 선. 1루와 3루를 중심으로 하여 담장까지 이어져 있다.
- 파울 팁 (foul tip)

타자가 친 공이 바로 포수에게 잡힌 경우.
- 패전 투수 (敗戰投手)

패배팀에서 상대 팀에게 마지막으로 리드를 허용한 투수.
- 페어 (fair) / 페어볼 (fair ball)

공이 파울라인 안쪽에 떨어진 경우. 인플레이로 진행된다.
- 평균자책점 (平均自責点, earned run average) (이전 명칭: 방어율/防禦率)

투수의 9이닝당 자책점. 「(9 × 자책점) ÷ 투구 이닝」으로 구한다.
- 폭투 (暴投, wild pitch)

투수가 던진 공이 타자나 방망이에 맞지 않고 포수가 잡을 수 없는 곳으로 가서, 타자나 주자가 진루에 성공한 경우.
- 풀 카운트 (full count)

카운트가 3볼 2스트라이크인 경우. 이 상황에서 타자가 친 공(번트 제외)이 파울볼이 되면 2스트라이크를 무한정 유지할 수 있기 때문에, 풀 카운트에서의 투구가 반드시 타석의 마지막 투구는 아니다.
- 피치클락 (pitch clock)

투수가 공을 던지거나 타자가 공을 치기 전에 적용되는 시간 제한.

## ㅎ
- 홈런 (home run)

투수가 던진 공을 타자가 타격하여 공이 담장을 넘어가거나, 타격을 한 뒤 한 번에 모든 루를 통과하여 홈으로 돌아와 득점을 올리는 것.

## 같이 보기
- 야구 기록